# Wereldkampioenschappen wielrennen 1970
De wereldkampioenschappen wielrennen 1970 vonden plaats in het Engelse Leicester van 13 tot 16 augustus. Het was de eerste maal dat er een wereldkampioenschap op de weg voor beroepsrenners werd gehouden op Britse bodem. In 1922 was er in Liverpool al een wereldkampioenschap gereden, maar toen mochten er nog geen profs meedoen.

## Beroepsrenners
Het wereldkampioenschap voor de profs werd gereden op zondag 16 augustus 1970. De wedstrijd was 271,960 kilometer lang. 95 profs startten, 69 reden de wedstrijd uit. Winnaar werd de jonge Belgische eerstejaarsprof Jean-Pierre Monseré, die het jaar voordien nog tweede was geworden in het wereldkampioenschap voor amateurs. Op 50 kilometer van de streep viel de Italiaan Felice Gimondi samen met Alain Vasseur aan. Monseré, die al bij alle vorige aanvallen mee in het offensief zat, vertikte het deze keer om mee te springen. Pas toen Eddy Merckx aangaf dat de wedstrijd gereden zou zijn als hij niet meesprong, ging Monseré in de achtervolging. Samen met hem gingen ook Leif Mortensen, Les West en Charly Rouxel in de achtervolging. Toen ze op het plaatselijke circuit kwamen, zag Monseré dat er twee Belgen in de achtervolging waren. Frans Verbeeck  en Walter Godefroot naderden snel, met Franco Bitossi in hun zog. Monseré zag de snelle Godefroot liever niet terugkeren en besloot om samen met Gimondi en Vasseur het tempo te verhogen. In de finale probeerde Gimondi een deal te sluiten met Monseré. Als hij de sprint zou aantrekken voor de Italiaanse favoriet, zou hij hem daar rijkelijk voor belonen. Achteraf verklaarde Gimondi dat het ging over een bedrag van om en bij de € 12.500. Monseré weigert de aanbieding. In de laatste kilometers probeerde Gimondi dan maar weg te springen van de kopgroep, maar Mortensen bracht de groep terug samen. Op het moment dat de twee Fransen op kop van de groep reden, plaatste Monseré zijn aanval. Hij was met een bedrag van 500.000 Belgische frank naar het wereldkampioenschap vertrokken. Een bedrag dat hij van Flandria-ploegleider Paul Claeys mocht uitbesteden in de finale. Beide Fransen zorgden ervoor dat de concurrentie niet onmiddellijk konden reageren en Monseré kon solo naar zijn eerste wereldtitel rijden. Enkele seconden later kwamen Leif Mortensen, zelf ook een neoprof en wereldkampioen bij de amateurs in 1969 en de Italiaanse kopman en favoriet Felice Gimondi over de meet. Beste Nederlander was Gerard Vianen op de tiende plaats.

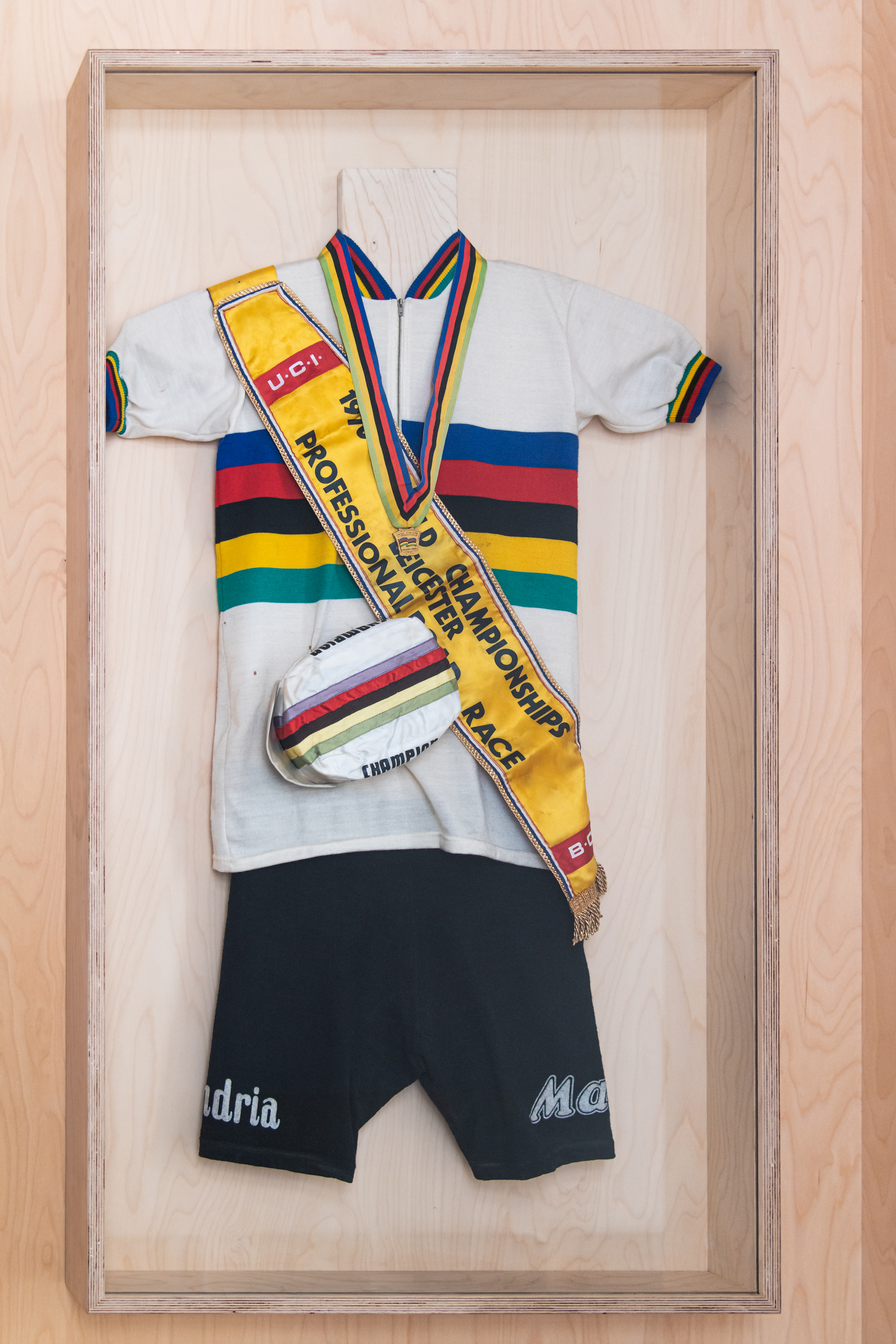
Uitrusting van Jean-Pierre Monseré als wereldkampioen, bestaande uit een zegelint, pet, medaille en regenboogtrui (collectie KOERS. Museum van de Wielersport)

"Jempi" Monseré was na Karel Kaers (wereldkampioen in 1934) de jongste wereldkampioen bij de profs. Hij zou in maart van het volgende jaar in de regenboogtrui dodelijk verongelukken tijdens een wedstrijd in Retie.

### Uitslag
| Plaats | Renner              | Land                | Tijd     |
| ------ | ------------------- | ------------------- | -------- |
| 1      | Jean-Pierre Monseré | België              | 6u33'58" |
| 2      | Leif Mortensen      | Denemarken          | +2"      |
| 3      | Felice Gimondi      | Italië              | z.t.     |
| 4      | Les West            | Verenigd Koninkrijk | +3"      |
| 5      | Charly Rouxel       | Frankrijk           | +5"      |
| 6      | Alain Vasseur       | Frankrijk           | +9"      |
| 7      | Walter Godefroot    | België              | +18"     |
| 8      | Frans Verbeeck      | België              | z.t.     |
| 9      | Franco Bitossi      | Italië              | z.t.     |
| 10     | Gerard Vianen       | Nederland           | z.t.     |

## Amateurs: wegwedstrijd
De amateurs reden hun wedstrijd van 181,2 kilometer op zaterdag 15 augustus. Voor Nederland kwam Cees Priem als kopman aan de start. Hij werd echter gehinderd door kramp in de laatste ronde, toen de Deen Jørgen Schmidt aanviel en alleen naar de wereldtitel reed. Tweede en derde waren twee Belgen: Ludo Van der Linden en Tony Gakens. Priem werd nog zesde.

### Uitslag
| Plaats | Renner              | Land       | Tijd     |
| ------ | ------------------- | ---------- | -------- |
| 1      | Jørgen Schmidt      | Denemarken | 4u08'12" |
| 2      | Ludo Van der Linden | België     | +3"      |
| 3      | Tony Gakens         | België     | +5"      |

## Amateurs: ploegentijdrit
De 100 kilometer-tijdrit voor ploegen van vier werd op 13 augustus gehouden op een stuk weg tussen Leicester en Nottingham. Ze werd gewonnen door de Russen, die de Tsjecho-Slowaken en de Nederlanders voorbleven. De Nederlandse ploeg, die vooraf als favoriet gold bestond uit Fedor den Hertog, Popke Oosterhof, Tino Tabak en Adri Duyker. De Belgische ploeg kwam niet verder dan de zeventiende plaats.

### Uitslag
| Plaats | Land              | Tijd     |
| ------ | ----------------- | -------- |
| 1      | Sovjet-Unie       | 2u12'28" |
| 2      | Tsjecho-Slowakije | +18"     |
| 3      | Nederland         | +31"     |

## Dames
Dit wereldkampioenschap werd ook gereden op 15 augustus en was 64 kilometer lang. Anna Konkina behaalde haar eerste van twee wereldtitels. De Nederlandse rensters Truus van der Plaat en Keetie van Oosten-Hage werden vijfde en zesde. Titelverdedigster Audrey McElmury uit de Verenigde Staten werd zevende.

### Uitslag
| Plaats | Renner            | Land        | Tijd                     |
| ------ | ----------------- | ----------- | ------------------------ |
| 1      | Anna Konkina      | Sovjet-Unie | 64 kilometer in 1u39'54" |
| 2      | Morena Tartagni   | Italië      | z.t.                     |
| 3      | Raisa Obodovskaya | Sovjet-Unie | z.t.                     |

1921 · 
1922 · 
1923 · 
1924 · 
1925 · 
1926 · 
1927 · 
1928 · 
1929 · 
1930 · 
1931 · 
1932 · 
1933 · 
1934 · 
1935 · 
1936 · 
1937 · 
1938 · 
1946 · 
1947 · 
1948 · 
1949 · 
1950 · 
1951 · 
1952 · 
1953 · 
1954 · 
1955 · 
1956 · 
1957 · 
1958 · 
1959 · 
1960 · 
1961 · 
1962 · 
1963 · 
1964 · 
1965 · 
1966 · 
1967 · 
1968 · 
1969 · 
1970 · 
1971 · 
1972 · 
1973 · 
1974 · 
1975 · 
1976 · 
1977 · 
1978 · 
1979 · 
1980 · 
1981 · 
1982 · 
1983 · 
1984 · 
1985 · 
1986 · 
1987 · 
1988 · 
1989 · 
1990 · 
1991 · 
1992 · 
1993 · 
1994 · 
1995 · 
1996 · 
1997 · 
1998 · 
1999 · 
2000 · 
2001 · 
2002 · 
2003 · 
2004 · 
2005 · 
2006 · 
2007 · 
2008 · 
2009 ·
2010 · 
2011 · 
2012 · 
2013 · 
2014 · 
2015 · 
2016 · 
2017 · 
2018 · 
2019 · 
2020 ·
2021 ·
2022 ·
2023 ·
2024 ·
2025 ·
2026